# Wardenis
Wardenis (armenisch Վարդենիս) ist eine Stadt in Armenien.

## Geografie
Sie liegt in der armenischen Provinz Gegharkunik, am südöstlichen Ufer Sewansees, dem größten See des Kaukasus. Wardenis hat 12.405 Einwohner (Stand 2009).

## Geschichte
Wardenis hatte von 1977 bis 1991 einen Bahnhof an der Bahnstrecke Jerewan–Sotk. Dieser wurde aber geschlossen, nachdem die Bahnstrecke südlich von Schorscha wegen der militärischen Auseinandersetzungen in Folge der Unabhängigkeit Armeniens aufgegeben wurde.
2021 wurde entschieden, dass die benachbarte Grenzgemeinde Gegamasar mit Wardenis vereinigt werden soll. Bewohner der Dörfer protestieren dagegen, da sie nach der Vereinigung weiteren Wegzug aus den Dörfern befürchten. Als Grund für die Zusammenlegung wird von den Gegnern behauptet, dass die von der Oppositionspartei geführte Gemeinde damit in der regierungstreu geführten Stadt aufgehe und die Regierungspartei größere Kontrolle gewinne.

## Galerie

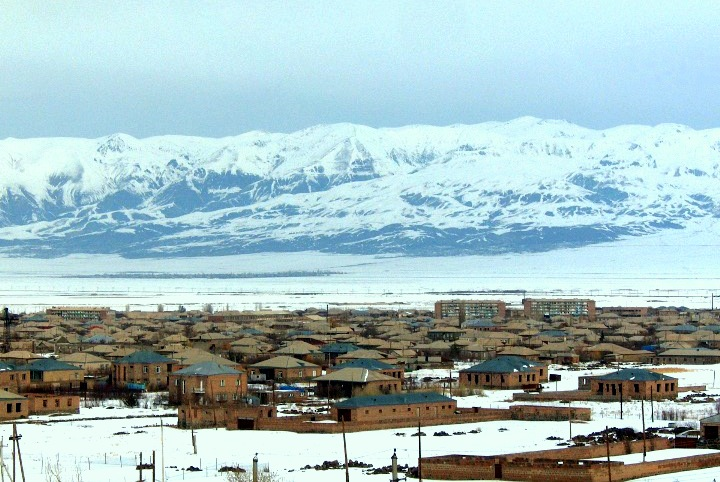
Blick über Wardenis im Winter, 2009
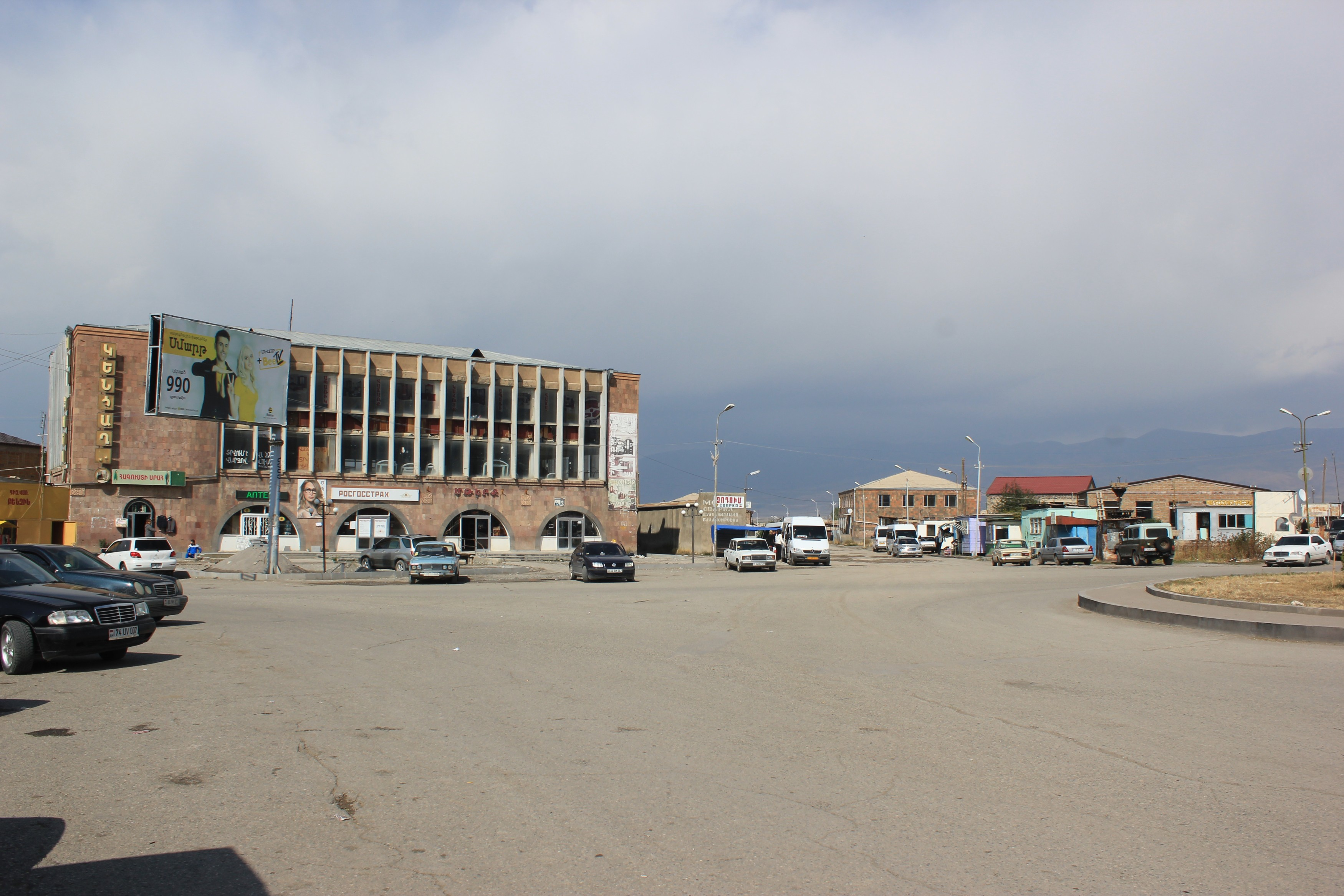
Ein zentraler Platz, 2017
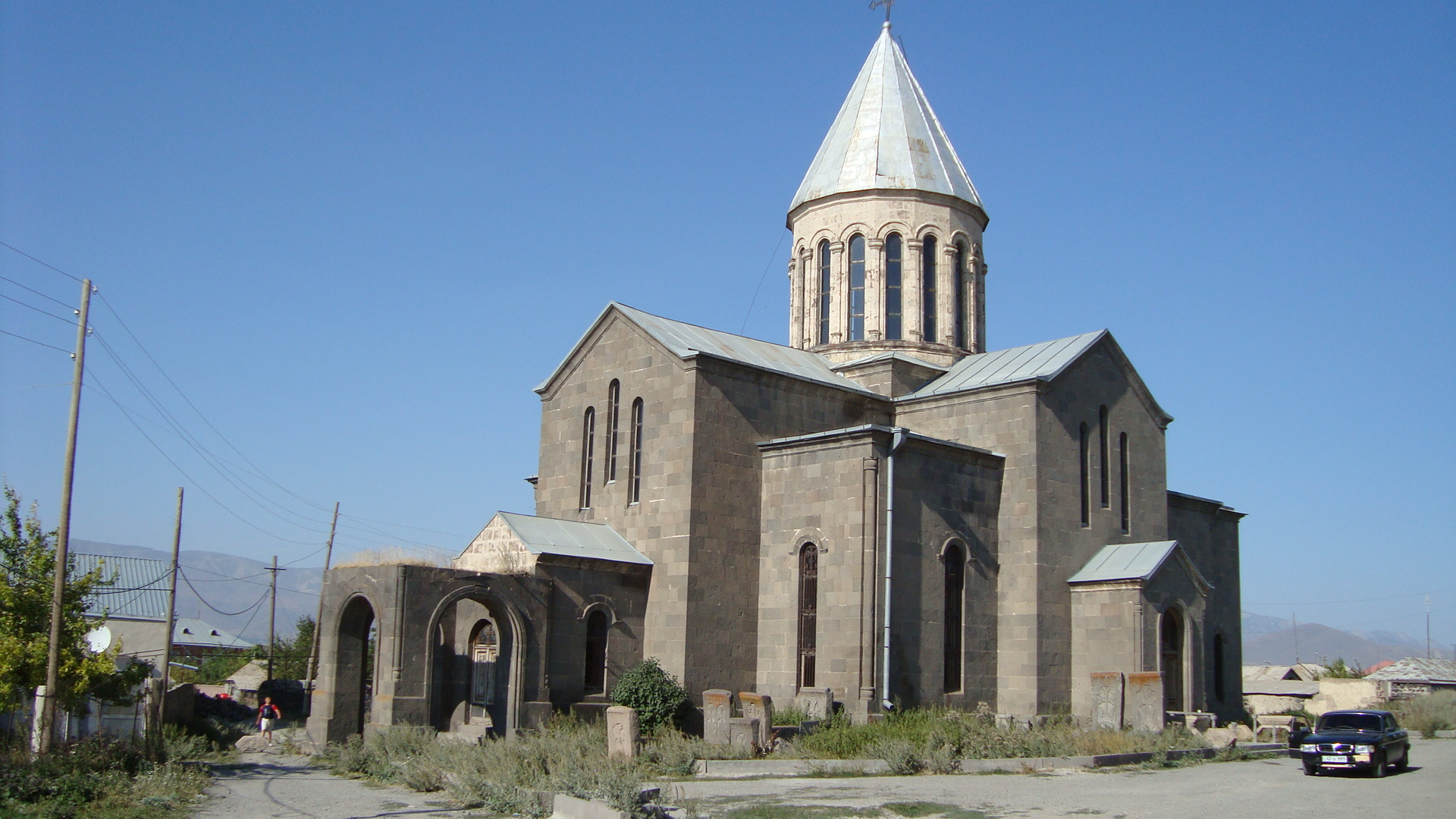
Kirche der Heiligen Mutter Gottes, 2010
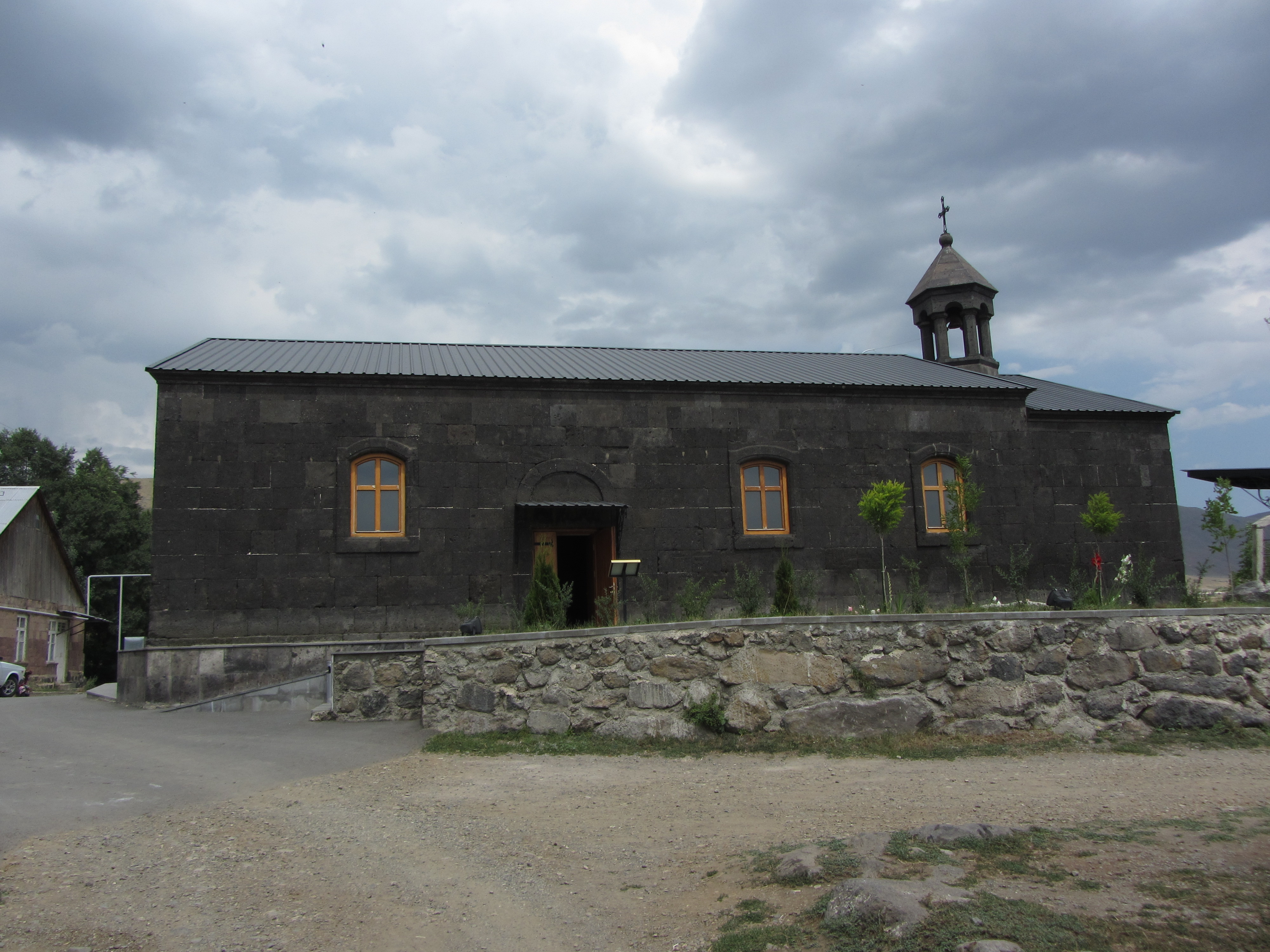
Jakobskirche, 2014
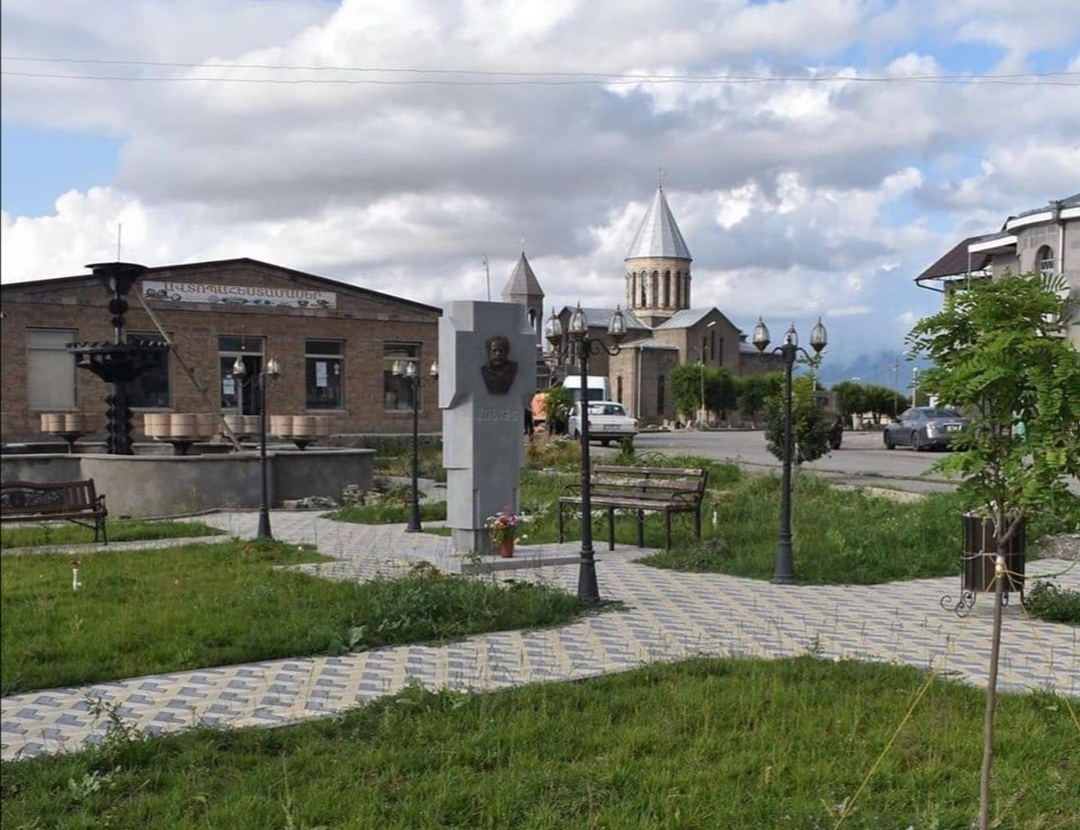
Platz in der Nähe der Kirche, 2020
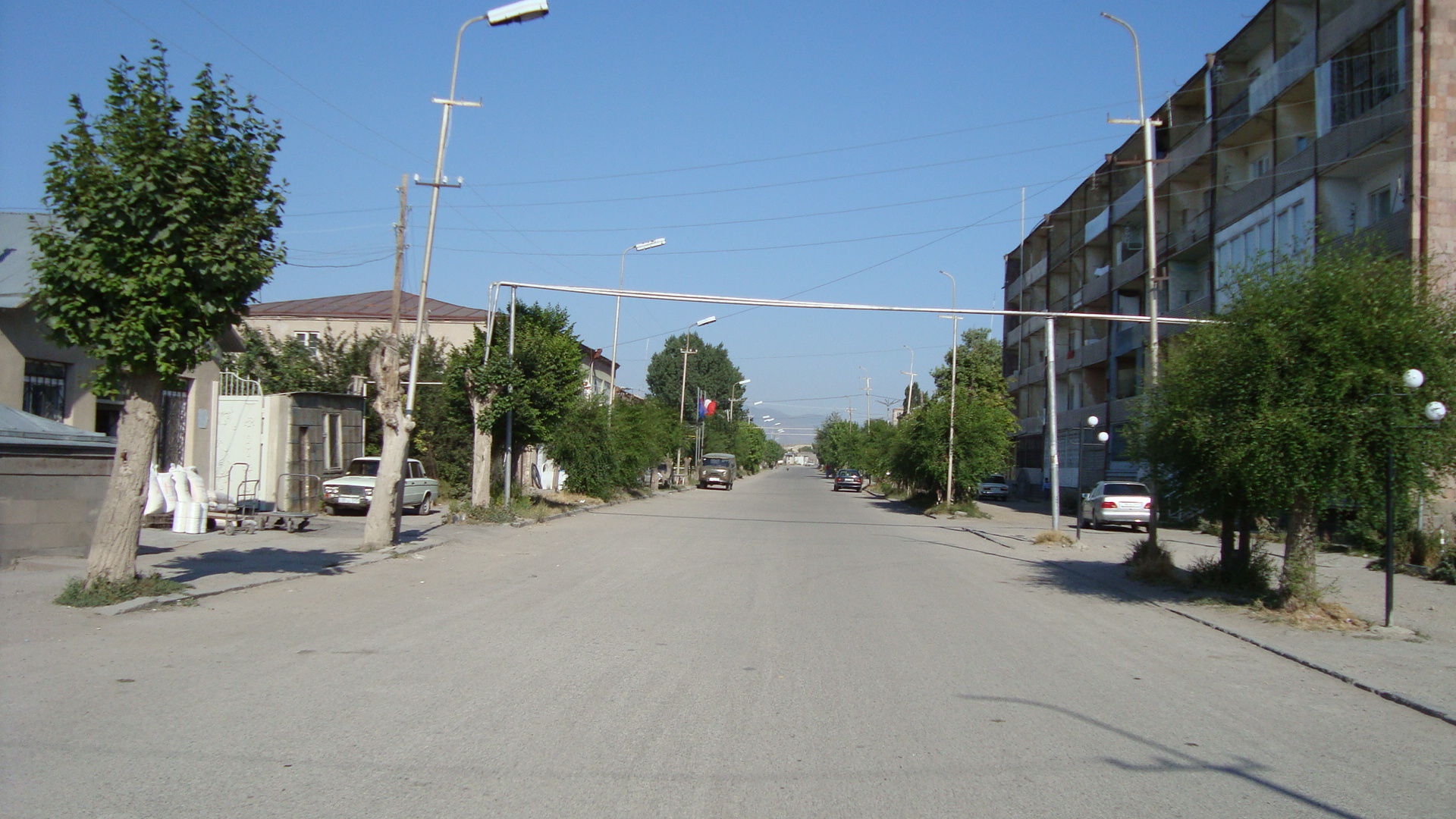
Eine Straße in Wardenis, 2010
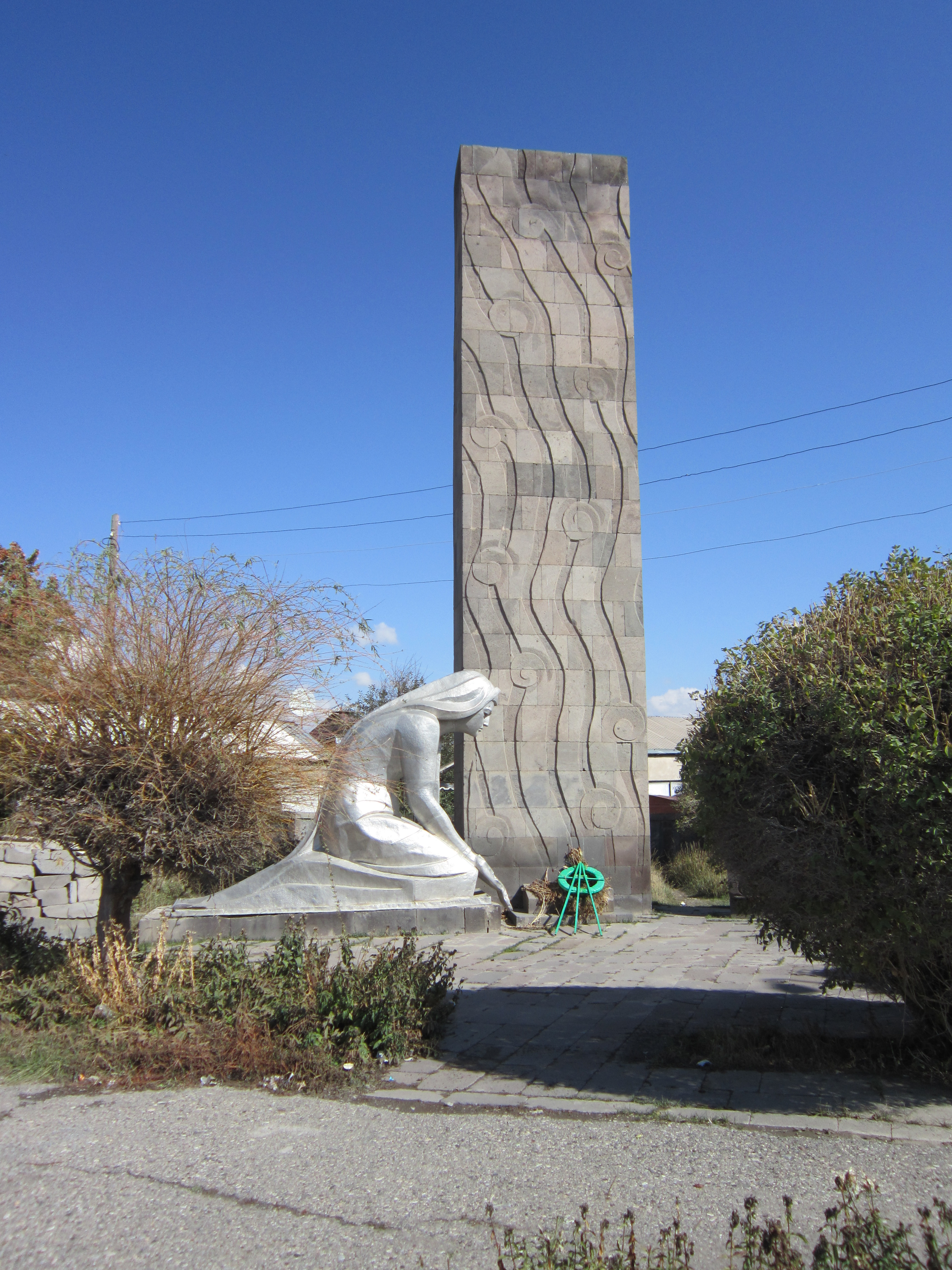
Weltkriegsdenkmal, 2015
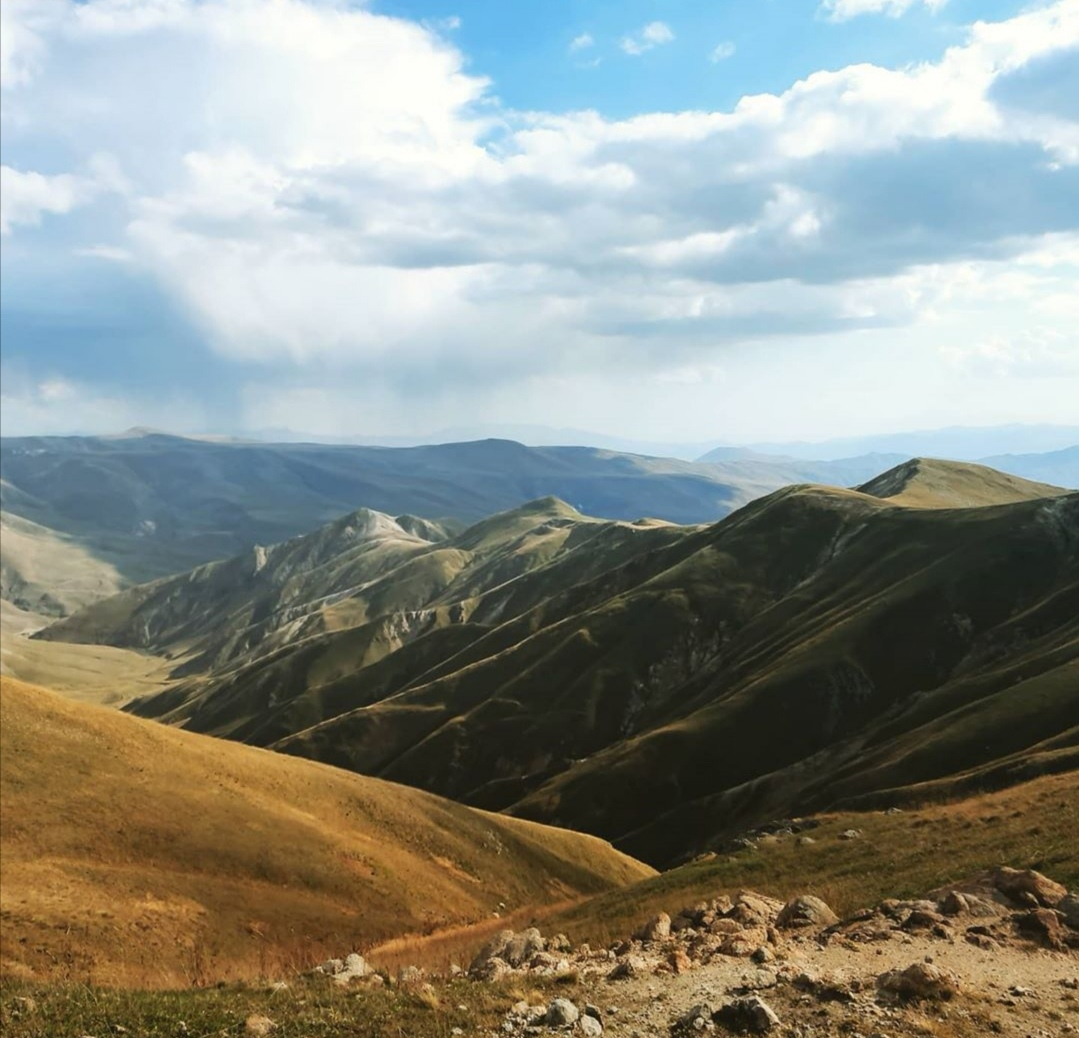
Berglandschaft bei Wardenis, 2020

## Partnerschaften
Seit 1996 besteht eine Städtepartnerschaft mit Romans-sur-Isère in Frankreich.